# Єлисей (ім'я)
Єлисе́й (ст.-укр. Елисѣи; розм. Ялисе́й) або Олисі́й (ст.-укр. Олисѣи) — чоловіче ім'я давньоєврейського походження, хрестильне ім'я. В українську мову потрапило через церковнослов'янське посередництво з грецької мови, до якої було запозичене з івриту (івр. אֱלִישַׁע — «Бог — порятунок»). Українські форми імені: Єлисе́йко, Єлисе́єнько, Єлисе́єчко, Єлисе́йчик, Оли́сь, Оли́сько.

## Відомі носії
- Єлисей — біблійний пророк.
- Єлисей (Іванов) — архієрей Української Православної Церкви Московського Патріархату.
- Єлисей Михайлович Плетенецький — архімандрит Києво-Печерської лаври.
- Єлисей Андрійович Карпенко — український письменник.
- Олисій Іванович Волянський — український громадський діяч.
- Єлисей Кипріянович Трегубов — український громадський діяч.